# Antonio Banfi
Antonio Banfi (Vimercate, 30 de septiembre de 1886 – Milán, 22 de julio de 1957) fue un filósofo, esteta y político italiano. 

## Biografía y obras principales
Licenciado en Letras con una tesis de Filología Románica, Banfi se doctoró en 1909 en Filosofía con una tesis sobre el pensamiento de Boutroux, Renouvier y Bergson. 
En 1910 se trasladó a Alemania, a la Friedrich Wilhelms Universität de Berlín, donde frecuentó los cursos de Riehl, Lasson, Simmel, Harnack, Spranger, Dessoir, Münsterberg y Wilamowitz-Moellendorf.
En este ambiente cultural, en el que se dio la confluencia de neo-kantismo y neo-hegelismo, Banfi formularía sus primeras teorías sobre el mundo del arte. Grande es sobre todo la influencia ejercida por la filosofía de Simmel, del que traducirá y editará en italiano I problemi fondamentali della filosofia (Florencia, 1921). Además, en Alemania Banfi entró en contacto con diferentes corrientes filosóficas europeas, alejándose así del neoidealismo imperante en Italia (Banfi entraría sucesivamente en polémica, sobre temas de Estética y Filosofía del arte, con Benedetto Croce).
De regreso a Italia, se dedicó inicialmente a la enseñanza en varios liceos. Su primera gran obra se publicó en 1922 con el título La filosofia e la vita spirituale. La de Banfi se va consolidando como una Filosofía de la cultura, la cual entabla unas relaciones, críticas y muy personales, con el materialismo histórico. 
En 1926 apareció su obra principal: I principi di una teoria della ragione. Los Principios banfianos retoman el problema de la conexión filosofía-historicidad. El planteamiento teorético banfiano critica toda metafísica del conocimiento y constituye la plataforma metodológica para garantizar filosóficamente el análisis de la vida concreta del conocimiento. 
En 1931 obtuvo la cátedra de Historia de la filosofía en la Universidad de Génova y, al año siguiente, la misma cátedra en la Universidad de Milán, donde se le asignó también la enseñanza de la Estética. En este período publicó varios estudios, entre los que destacan Sui principi di una filosofia della morale y el Saggio sul diritto e sullo stato (1935). De temática estética es el libro Problemi e principii fondamentali di un'estetica filosófica (1937). 
En 1940 fundó la revista Studi filosofici, que se configuró como el centro de divulgación del “Racionalismo Crítico”, la fórmula filosófica con la que se conocía ya entonces el pensamiento banfiano. El Racionalismo Crítico significa una integración de experiencia y razón en una perspectiva no dogmática. En las páginas de este periódico científico se publicaron varios de los escritos más importantes de Banfi: Filosofia e religione (1940), L'esperienza estetica e la vita dell'arte (1940), Il problema dell'esistenza (1941), Cultura scientifica (1941), La contemporaneità di Hegel (1942), La fenomenologia della coscienza storica (1942), Biologia e filosofia (1942).
A partir de 1941 entró en contacto con el entonces clandestino Partido Comunista italiano. En Moralismo e moralità (1944) Banfi defendía una actitud pragmática de intervención en la realidad, una ética del compromiso histórico. Tras la participación en la Resistencia, fue madurando en Banfi una concienciación marxista, explicitada en L’uomo copernicano (1950). La lectura banfiana del marxismo es muy personal, filtrada por su gran conocimiento artístico, estético, ético y humanista en general.
En 1948 fue elegido Senador con el Frente Democrático Popular y en 1953 fue reelegido en las filas del Partido Comunista Italiano.
La Vita dell’arte es de 1947, mientras que en 1949 editó el ensayo Galileo Galilei, una revisión y ampliación del estudio publicado en 1930 con el título Vita di G. Galilei. El volumen sobre el físico y astrónomo toscano es una valiosa contribución a la Historia del pensamiento científico renacentista. 
Es póstumo el volumen Filosofia dell’arte (1962; ed. esp.: Filosofía del Arte, 1967 y 1987), selección de escritos sobre Estética editada por Dino Formaggio.

## Obras
- La filosofia e la vita spirituale, Milán, Isis, 1922.
- Principi di una teoria della ragione, Florencia, la Nuova Italia, 1926.
- Pestalozzi, Florencia, Vallecchi, 1929.
- Vita di Galileo Galilei, Lanciano, R. Carabba, 1930.
- Sommario di storia della pedagogia, Milán, A. Mondadori, 1931.
- I classici della pedagogia: Rousseau, Pestalozzi, Capponi, Gabelli, Gentile, Milán, Mondadori, 1932.
- Saggio sul diritto e sullo Stato, Roma, Rivista internazionale di filosofia del diritto, 1935.
- Per un razionalismo critico, Como, Marzorati, 1943.
- Lezioni di estetica, ed. de Maria Antonietta Fraschini e Ida Vergani, Milán, Istit. Edit. Cisalpino, 1945.
- Vita dell'arte, Milán, Minuziano, 1947.
- Galileo Galilei, Milán, Ambrosiana, 1949.
- L'uomo copernicano, Milán, A. Mondadori, 1950.
- La filosofia del settecento, Milán, La Goliardica, 1953.
- La filosofia critica di Kant, Milán, La Goliardica, 1955.
- La filosofia degli ultimi cinquant'anni, Milán, La Goliardica, 1957.
- Saggi sul marxismo, Roma, Editori Riuniti, 1960 (póstumo).
- "Filosofia dell'arte", ed. de D. Formaggio, Roma, Editori Riuniti, 1962 (póstumo).

## Ediciones en español
- Filosofía del Arte, La Habana, ICAIC, 1967.
- Vida de Galileo Galilei, trad. de A. Méndez, Madrid, Alianza Editorial, 1967.
- “Arte y sociedad”, Letras, vol. 2, n. 2 (1979), pp. 221-244.
- Filosofía del Arte, selección, intr. y notas de D. Formaggio, pról. de L. Sichirollo, trad. de A. P. Moya, Barcelona, Península, 1987.